# Agrion jouvencelle
Coenagrion puella
Espèce
Statut de conservation UICN

 LC  : Préoccupation mineure
L’agrion jouvencelle (Coenagrion puella) est une espèce d'insectes odonates zygoptères (demoiselles) de la famille des Coenagrionidae et du genre Coenagrion. Elle est commune dans la plupart des pays d’Europe. 

## Historique et dénomination
L'espèce a été décrite en 1758 par le naturaliste suédois Carl von Linné sous le nom initial de Libellula puella.

### Synonymie
- Libellula puella (Linnaeus, 1758) Protonyme
- Agrion furcatum (Charpentier, 1825)
- Agrion puella (Fabricius)

### Noms vernaculaires
En français
L'agrion jouvencelle, l'agrion fillette, l'amélie, la libellule amélie, la sophie.
En anglais
Azure Damselfly

## Morphologie
Elle ressemble assez fortement à l'agrion porte-coupe. Elle mesure environ 35 mm de long.

### Mâle adulte
Le mâle adulte a un abdomen bleu clair, avec des marques noires. La marque sur le 2e segment S2 est en forme de U. Les segments 3 à 5 sont bleus avec une bande noire au bout du segment. Le segment six a un motif semblable mais avec moins de bleu et le segment sept est presque entièrement noir, avec seulement une fine bande bleue à la base. Le segment huit et la plus grande partie du segment neuf sont bleu ciel et forment un fort contraste. Une tache noire est cependant visible sur le dessus du segment neuf. 

### Femelle adulte
La femelle adulte a des marques semblables à celles du mâle, mais avec une couleur verdâtre au lieu du bleue. Elle a une fine bande noire ininterrompue le long de l'abdomen.

## Comportement
On trouve l'insecte près des mares et ruisseaux à faible débit. On peut observer des adultes dans la position typique d'accouplement, non loin des mares, étangs ou lacs. La ponte a généralement lieu en juillet. La femelle dépose ses œufs dans des plantes aquatiques.
Les adultes volent de mai à septembre.

## Galerie

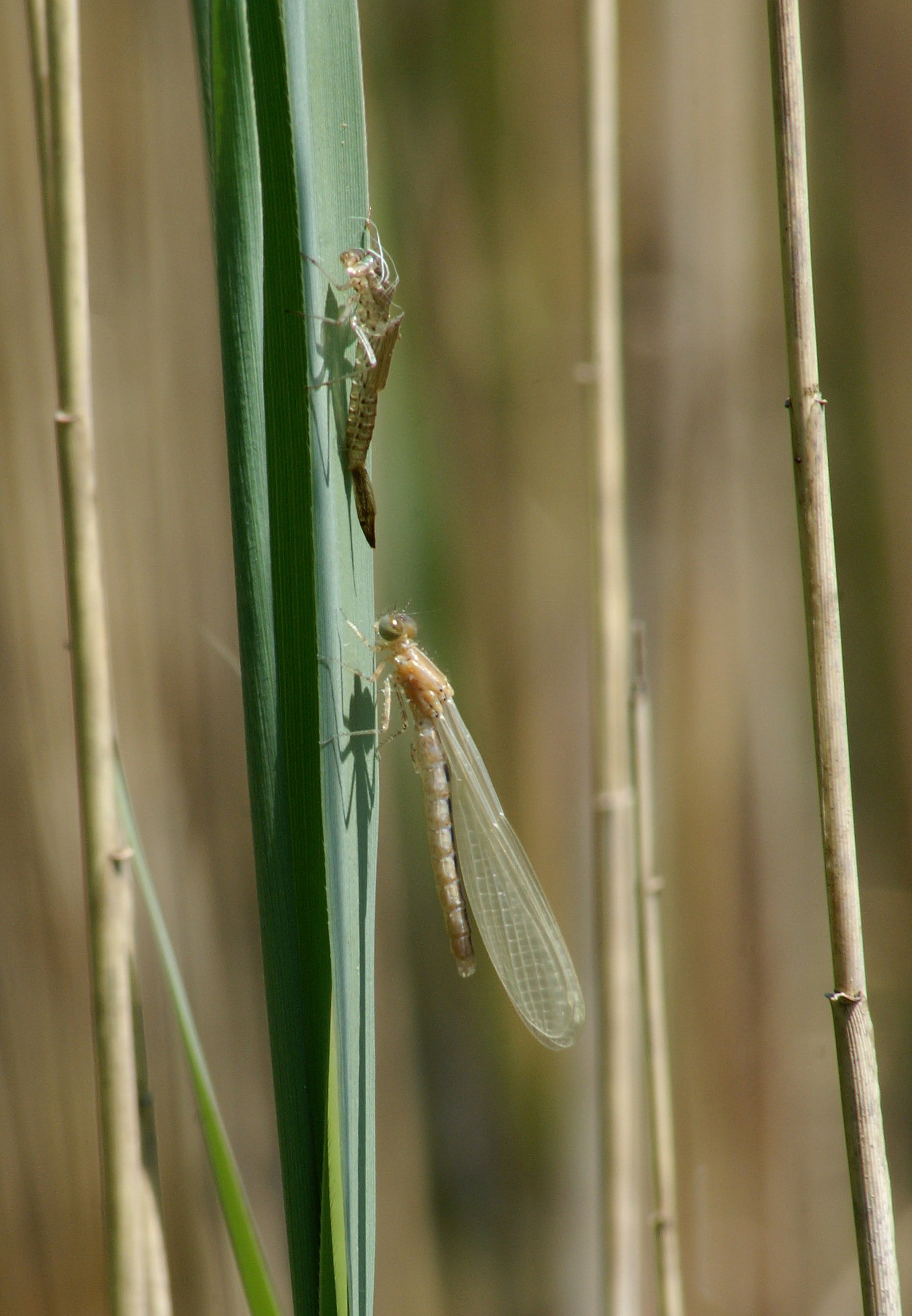
Imago juste sorti de l'enveloppe larvaire (exuvie)
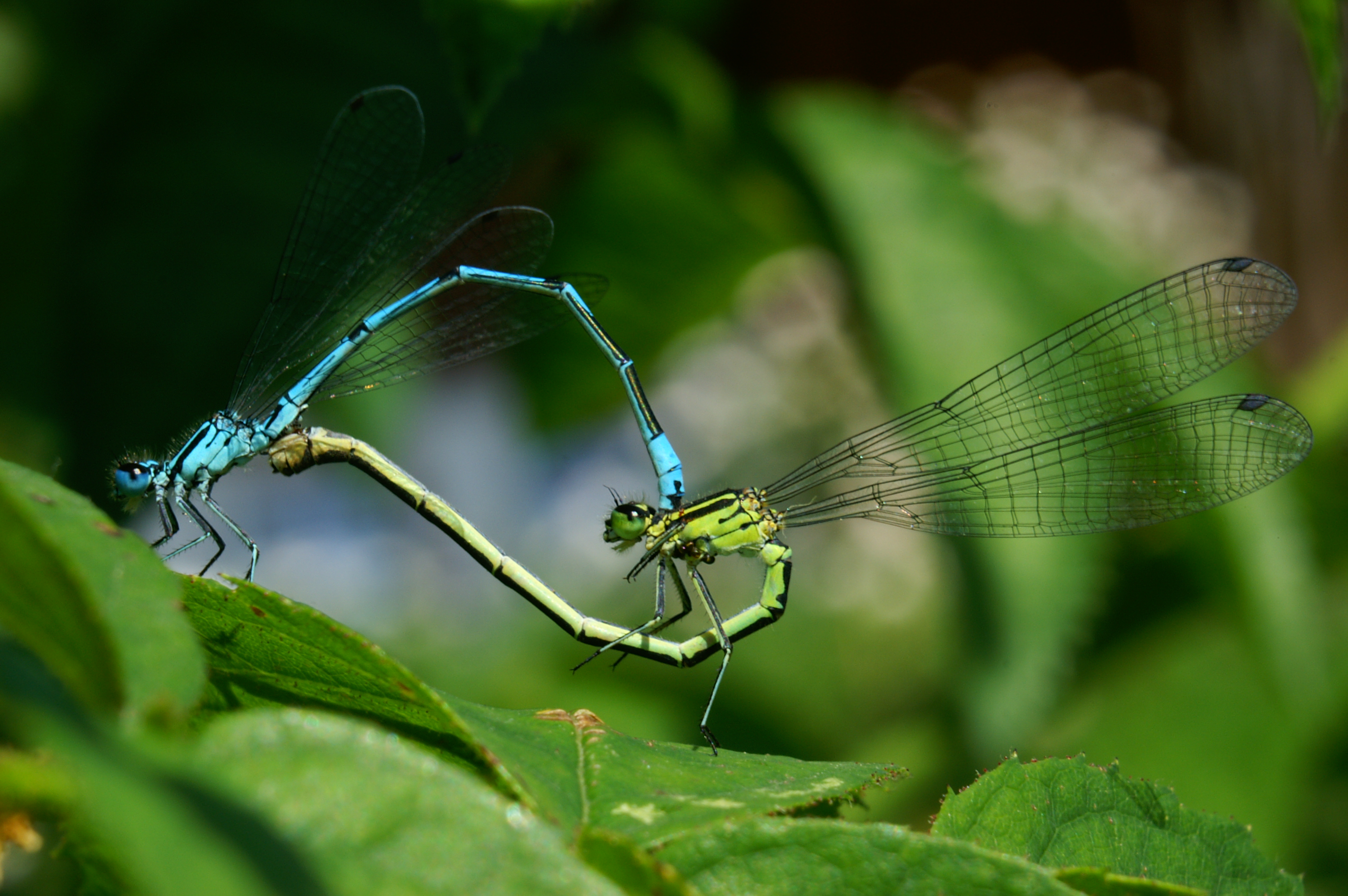
Accouplement
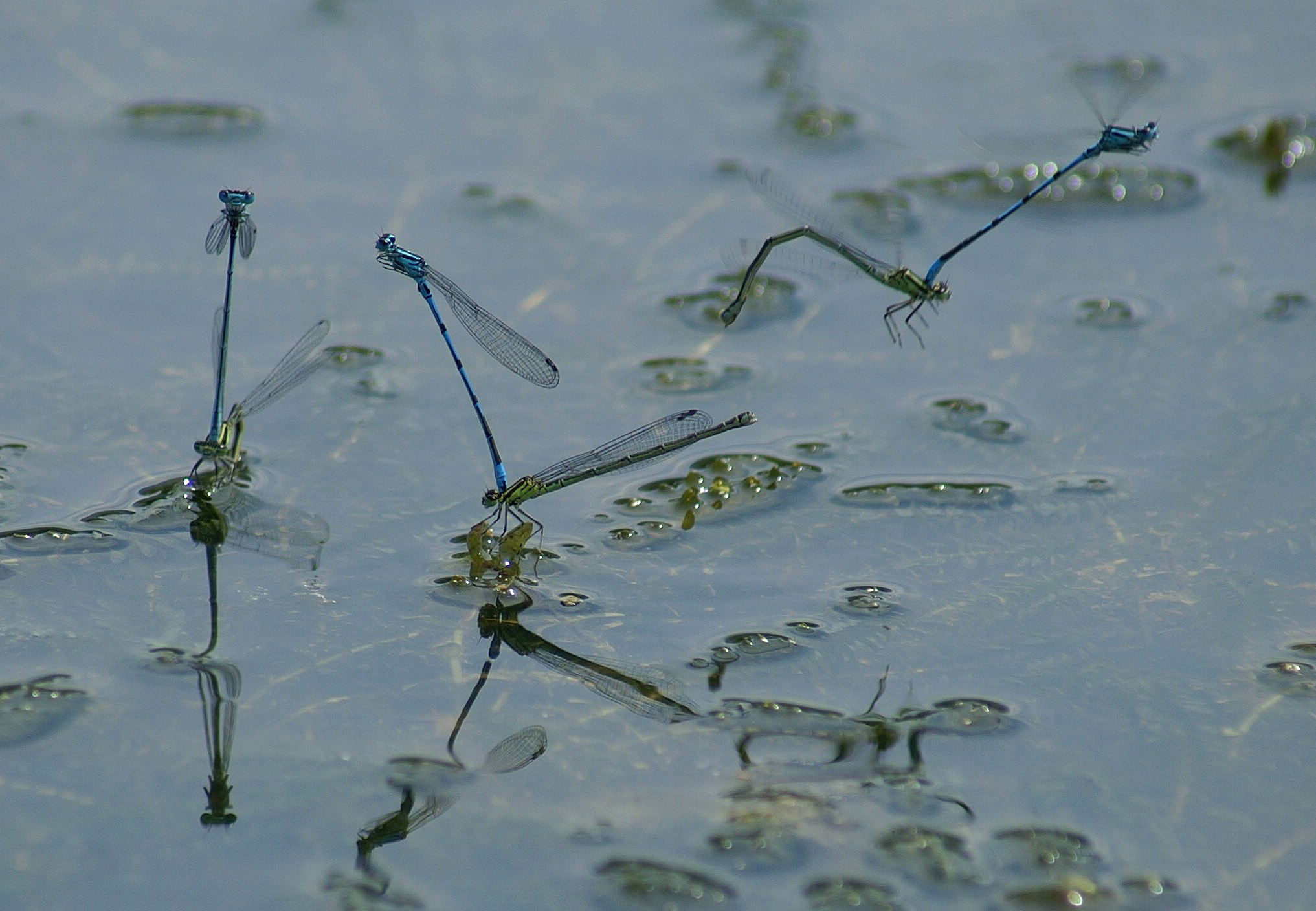
Ponte des œufs
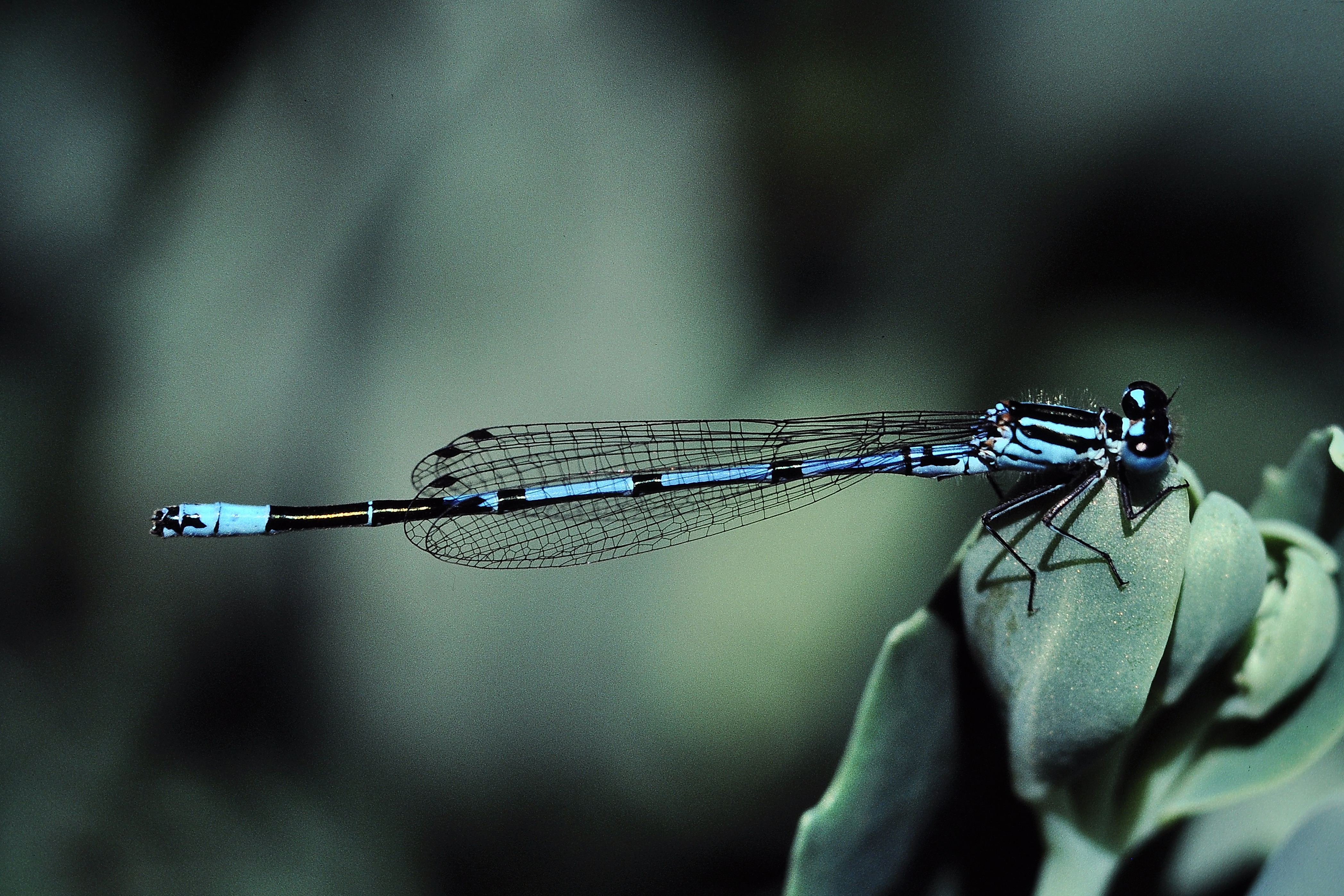
Vue de profil